# اختبار إسقاطي
الإسقاط (Projection) هو مفهوم نفسي قدمه فرويد، ويعد أحد المفاهيم المحورية في نظرية التحليل النفسي، وهو آلية (مكانيزم) دفاعية لاشعورية يلجأ إليها الفرد تخفيفاً من وطأة القلق الناتج عن مخاوف وشهوات وعدوانات غير مشروعة أو مقبولة من المجتمع أو من الأنا الأعلى.
تُقدم الإختبارات الإسقاطية منبهات غامضة للفرد تسمح بإظهار مكونات اللاشعور إلى الخارج، معبرة عن نفسها في صورة استجابات تقبل تأويلات وتفسيرات للشخصية ككل.

## أشهر الاختبارات الإسقاطية

### اختبار رورشاخ لبقع الحبر

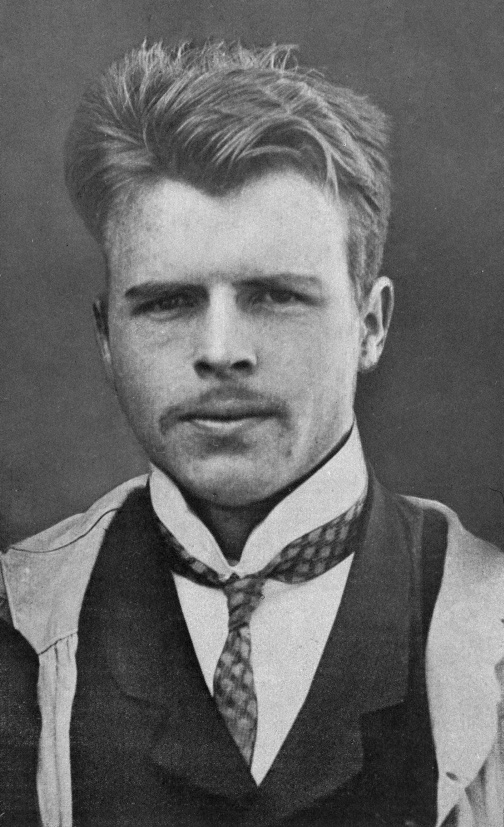
هيرمان رورشاخ

وضع هيرمان رورشاخ الطبيب النفسي السويسري اختباره بقع الحبر بعد تجارب استغرقت عشرة أعوام، بدأها عام 1911 في محاولة لاستخدام منبهات غير محددة المعنى، تسمح بانطلاق مكونات اللاشعور والتعبير عنها وانتهى إلى استخدام بقع الحبر. ولم يكن رورشاخ أول من استخدم بقع الحبر كمادة اختبار نفسي، حيث اُستخدمت منذ القرن التاسع عشر في دراسة الخيال والذكاء، ولكن نشاطه في هذا المجال هو الأبرز مماجعل الفضل ينسب إليه في استخدام بقع الحبر في تشخيص وتقييم الشخصية. 

#### وصف الاختبار

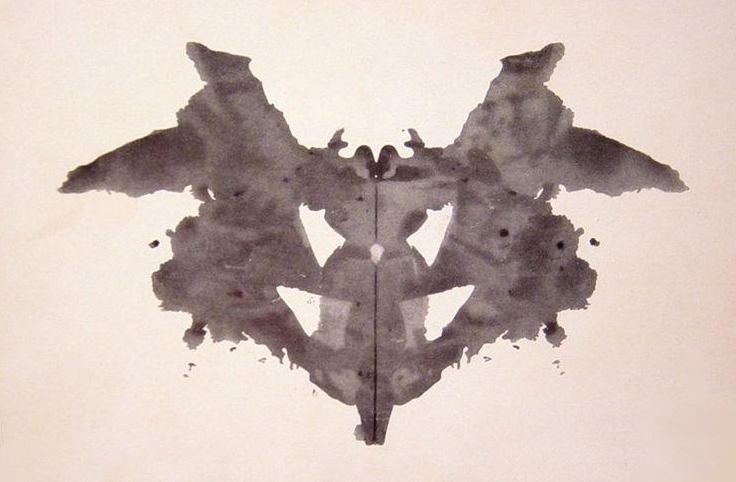
اختبار بقع الحبر، مثال على بطاقة باللون الأبيض والأسود

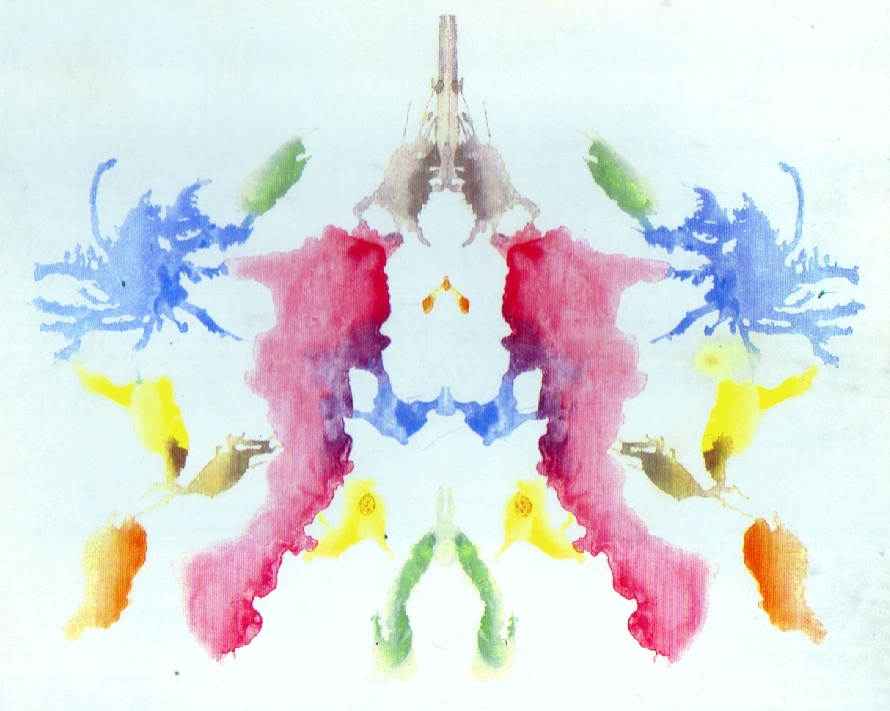
اختبار بقع الحبر، مثال على بطاقة ملونة

يتكون اختبار الرورشاخ من عشر بطاقات، مطبوع على كل بطاقة بقعة حبر متماثلة الجانبين، تعرض اً شكالاً مختلفة من بقع الحبر: خمسة من هذه البطاقات باللونين الأبيض والأسود (مع ظلال رمادية)، والخمسة الأخرى ملونة.

#### التطبيق
تختلف أساليب تطبيق اختبار رورشاخ عند الأخصائيين الإكلنيكيين، وبشكل عام تسير العملية كما يلي:
- يعطي الفاحص (الأخصائي) البطاقة الأولى للمفحوص، ويقول له: «أخبرني بما تراه في هذه البطاقة: ماذا يمكن أن يكون معناها بالنسبة لك. ليست هناك إجابة صحيحة أو خاطئة. فقط أخبرني بما يبدو لك».ويتم إعطاء المفحوص جميع البطاقات اللاحقة بالترتيب.
- يقوم الفاحص بتسجيل كل مايقوله المفحوص حرفياً، بما في ذلك الفترة الزمنية التي استغرقها المفحوص في تقديم الاستجابة الأولى لكل بطاقة، إضافة إلى الزمن الكلي الذي استغرقته الإجابة على كل بطاقة.
- يقوم الفاحص بملاحظة وضعية البطاقة عند كل استجابة عليها (معتدلة، مقلوبة، جانبية).
- إضافة إلى ذلك يقوم الفاحص بتسجيل أي تعليقات عفوية، أو علامات استغراب.
- بعد انتهاء «مرحلة الأداء»، ينتقل الفاحص إلى «مرحلة الاستفسار أو الاستقصاء». يتم في هذه المرحلة تذكير المفحوص بجيمع استجاباته السابقة، واحدة تلو الأخرى، ويُسأل عما أوحى له بكل استجابة منها. وهذه فرصة يمكن للمفحوص أن يثري استجاباته أو يوضحها.
- يُطلب من المفحوص تحديد المكان الذي تغطيه استجاباته المختلفة على كل بطاقة.

#### التصحيح
تدور طريقة تصحيح اختبار رورشاح حول أربع محددات أساسية:
1. المكان أو المواضع (Location): ويشير إلى المكان الذي استجابه فيه المفحوص في البطاقة: البقعة كاملة، جزء كبير، جزء صغير...إلخ.
2. المحتوى أو المضمون (Content): يشير إلى طبيعة الموضوعات أو الأشياء التي يراها المفحوص في البطاقة (حيوان، إنسان، حجر، ضباب، قماش...إلخ.
3. المحددات (Determinants): تعكس النواحي التي أثارت استجابة المريض على البطاقة (شكل البقعة، لونها، بُنيتها، الحركة الظاهرة، التظليل...إلخ.
4. الشيوع أو الأصالة (Popularity - Originality): تشير إلى تصنيف الاستجابات على أساس مدى شيوعها وتكرار ظهورها أو مدى أصالتها وندرة ظهورها، المرتبطة بمضمون معين.[2]

### اختبار تفهم الموضوع
تم تطوير اختبار تفهم الموضوع (تات) على يد مورقان وموراي (Morgan&Murray) عام 1935، بهدف الكشف عن خصائص الشخصية الأساسية للمفحوص، حيث يرى موراي أن الشخص عندما يحاول تفسير موقف اجتماعي معقد (البطاقات) فإنه يميل لأن يكشف عن دوافعه وحاجاته ومخاوفه، بالقدر الذي يتحدث به عن الظاهرة التي يركز انتباهه فيها (البطاقات)، حيث يكون الشخص بعيدا عن مراقبته لذاته، طالما يعتقد أنه يقوم بمجرد شرح وقائع موضوعية لاترتبط به.

#### وصف الاختبار
يتكون الاختبار من 31 بطاقة، بطاقة واحدة بيضاء لاتحمل أي صورة، و 30 بطاقة تحمل صور غامضة وغير واضحة بالأبيض والأسود، تمثل في معظمها صوراً لأشخاص في مواقف مختلفة. بعضها يستخدم مع الصبيان والرجال، وبعضها يستخدم مع الفتيات والنساء، بينما بعضها الآخر يستخدم لكلا الجنسين. يقترح موراي اختيار 20 بطاقة وتطبيقها على المفحوص الواحد.

#### التطبيق
وفقا للإجراءات التي وردت في دليل الاختبار يطبق الاختبار في جلستين. عشر بطاقات في كل جلسة على مدى ساعة للجلسة الواحدة، مع عدم تنبيه المفحوص بأنه سيكون هناك جلسة ثانية لاستكمال الاختبار حتى لايتهيأ مسبقا للاستجابة على البطاقات.
ويذكر الفاحص للمفحوص أن هذا الاختبار يقيس القدرة على التخيل.
غالباً ماتكون الصيغة المحددة للتعليمات على النحو التالي: 
الفاحص: «سأعرض عليك بعض الصور. وأريد منك أن تحكي لي قصة حول كل صورة من هذه الصور. أخبرني من هم هؤلاء الأشخاص، وماذا يفعلون، وبم يفكرون، أو يشعرون، وماهي الأحداث التي قادتهم إلى هذا الموقف المبين في البطاقة، ومالنتيجة التي ستؤول إليها الأحداث، اتفقنا؟». ويقوم الفاحص بتسجيل مايقوله المفحوص حرفياً على كل بطاقة.
في حالة البطاقة البيضاء يطلب منه أن يتخيل صورة مأعلى البطاقة وان يصفها ويروي قصة عنها.
قد يستخدم بعض الأخصائيين صوراً مختصرة (10 بطاقات منتقاة) من الاختبار.

#### التصحيح
يوصي موراي بتحليل مضمون موضوعات القصص في فئتين:
- القوى التي يكون مصدرها بطل القصة، والذي غالبا مايتوحد معه المفحوص.
- القوى التي يكون مصدرها البيئة أو المجال الذي تروى فيه الأحداث، وتصنف الأحداث إلى ست فئات:

1. البطل.
2. الدوافع والميول ومشاعر البطل
3. القوى في بيئة البطل.
4. النتائج.
5. الموضوع الذي يعكس التفاعل بين البطل والبيئة.
6. الاهتمامات والعواطف.

#### الصور الأخرى للإختبار
الكات : وهي صورة مخصصة للأطفال.
السات : هي صورة مخصصة لكبار السن.

### اختبار ساكس لإكمال الجمل

#### وصف الاختبار وتطبيقه وتصحيحه
يتكون الاختبار من 40 جملة ناقصة، يتعين على المفحوص أن يقوم بإكمالها وفقا للتداعيات التي تثيرها بداية الجملة المقدمة له. مثل: «أنا أحب...»، «ما يُضايقني...»، «معظم الفتيات...». كل استجابة لهذه الجملة يمكن تصحيحها على مقياس من 7 نقاط، يكون بمثابة مؤشر عام للتكيف أو سوء التكيف يقيس هذا الاختبار الاتجاهات الأساسية لشخصية المفحوص في أربعة جوانب: الاتجاه نحو الأسرة، الاتجاه نحوالعلاقات الاجتماعية، الاتجاه نحو الذات،
الاتجاه نحو الجنس، ويستغرق في تطبيقه حوالي 20_40 دقيقة.

#### إيجابياته
1. سهولة تطبيقه.
2. أداة جيدة للفرز والتصنيف.
3. إمكانية تصحيحه بموضوعية، ويظهر من هنا أن اختبار إكمال الجمل يقع بين طرفي بعد الموضوعية - الإسقاطية.